# Partido Democrático Social
Partido Democrático Social (PDS) foi um partido político brasileiro de direita fundado em 31 de janeiro de 1980. O partido surgiu após o fim do sistema bipartidário que havia sido implantado pelo Regime Militar de 1964 e que foi objeto de uma reforma ocorrida no governo João Figueiredo. Sucessor da ARENA, foi extinto em 1993, após seus integrantes aprovarem sua fusão com o Partido Democrata Cristão (PDC) para criar o Partido Progressista Reformador (PPR). 
De uma dissensão nos seus quadros, surgiu o Partido da Frente Liberal (PFL), mais recentemente Democratas (DEM) e hoje parte do União Brasil, em 1985. Posteriormente o Partido Progressista Reformador mudaria para Partido Progressista Brasileiro (PPB) em 1995, e, numa nova mudança, tornou-se o Partido Progressista (PP) em 2003, passando a denominação atual de Progressistas em 2017.
Como herdeiro da ARENA, comandou as duas casas do Congresso Nacional durante o Governo Figueiredo (1979-1985).
Elegeu governadores em treze estados brasileiros ao longo de sua existência, sendo doze nas eleições de 1982 e um nas de 1990.

## História
O retorno do pluripartidarismo no Brasil ocorreu em novembro de 1979. O Congresso Nacional extinguiu nessa ocasião o bipartidarismo, abrindo o caminho para a criação de novos partidos. A ARENA foi legalmente extinta e o PDS foi criado em seu lugar, como seu sucessor direto.
Fundado em 31 de janeiro de 1980, o PDS tinha dentre seus filiados José Sarney e Fernando Collor, dois futuros Presidentes da República, sendo que o maranhense foi eleito presidente do partido em 28 de fevereiro e ocupou o cargo durante quatro anos. 
Mesmo aureolado pela condição de agremiação governista, o PDS urdiu a aprovação de uma emenda constitucional de autoria do deputado Anísio de Souza, que prorrogou até 1982 os mandatos dos prefeitos e vereadores eleitos em 1976, de modo a permitir uma melhor estruturação partidária. Assim o PDS só disputou sua primeira eleição em 15 de novembro de 1982 na qual elegeu 12 governadores (vencendo em todo o Nordeste), 15 senadores (preenchendo as três vagas de Rondônia), 235 deputados federais, 476 deputados estaduais, 2533 prefeitos e a maioria dos vereadores. No cômputo geral foi o mais votado do país, porém muito dessa maioria foi conseguida graças ao voto vinculado e as sublegendas.
Em 1º de fevereiro de 1983 tomaram posse os parlamentares eleitos no ano anterior e na condição de maior bancada o PDS assegurou o comando do Senado Federal e da Câmara dos Deputados, contudo por não dispor de maioria urdiu um acordo com o PTB em maio após fazer algumas concessões políticas (cargos) aos trabalhistas. Tal aliança não evitaria a rejeição do Decreto 2.024 em 21 de setembro. Em seu teor ele garantia reajustes salariais de 100% do Índice Nacional de Preços ao Consumidor (INPC) a quem recebesse até sete salários mínimos e foi a primeira vez desde 1964 que um projeto do Executivo foi rejeitado pelo Congresso. Ao proclamar o resultado o senador Nilo Coelho declarou: "Eu não sou presidente do Congresso do PDS, sou presidente do Congresso do Brasil", no que foi aplaudido pela oposição. A essa altura os debates acerca da sucessão presidencial dominavam os bastidores do PDS e diante da falta de consenso quanto ao tema o presidente Figueiredo abdicou de comandar o processo de escolha de um candidato delegando a tarefa à cúpula partidária. A essa altura despontavam os nomes de: Aureliano Chaves, Costa Cavalcanti, Hélio Beltrão, Mário Andreazza, Marco Maciel e Paulo Maluf.

### Sucessão presidencial de 1985
Paralelo a efervescência no seio do PDS, a oposição encampou as Diretas Já cujo estopim se deu num comício em Abreu e Lima em março de 1983 e depois viria a contagiar o país ao longo do ano seguinte, contudo a rejeição da emenda Dante de Oliveira por falta de quorum em 25 de abril de 1984 frustrou os anseios do eleitorado brasileiro por falta dos vinte e dois votos, que garantiriam sua apreciação pelo Senado.
Na qualidade de presidente do PDS, José Sarney propôs a realização de prévias na escolha do candidato a presidente, tese rechaçada pelos malufistas que a consideravam um ardil para evitar sua vitória na convenção. Diante do impasse, Sarney renunciou em 11 de junho, no que foi seguido por seu sucessor o senador Jorge Bornhausen num intervalo pouco superior a dez dias. Em 5 de julho a dissidência Frente Liberal rompeu com o comando partidário e no dia 23 foi anunciado um acordo desta com o PMDB em apoio à eleição de Tancredo Neves onde o vice-presidente seria escolhido dentre os quadros liberais. Em 8 de agosto José Sarney deixou o PDS e se filiou ao PMDB no dia 13 e foi escolhido candidato a vice-presidente.
O revés da eleição direta para Presidente da República logo foi capitalizado em comícios e manifestações de apoio favoráveis à escolha de Tancredo Neves à suprema magistratura do país ao passo que o PDS teve que decidir em convenção datada de 11 de agosto entre Maluf e Mário Andreazza, quem seria o candidato. Consumada a vitória do primeiro por 493 votos a 350 multiplicaram-se as dissidências com Aureliano Chaves, Marco Maciel e Antônio Carlos Magalhães anunciando seu apoio à chapa Tancredo-Sarney. O comício inaugural da "Aliança Democrática" aconteceu em Goiânia dia 14 de setembro onde compareceram 300 mil pessoas. A essa altura as oposições (exceto os petistas) apontaram Tancredo como seu candidato. Setenta e duas horas antes da votação Maluf sofreu um revés com a decisão de que a escolha do Presidente da República seria em votação aberta. Em 15 de janeiro de 1985, Tancredo Neves foi eleito presidente com 480 votos contra 180 dados a Paulo Maluf mais 26 abstenções, mas não chegou a tomar posse e foi substituído por José Sarney.

### Novos desafios
Após a derrota no Colégio Eleitoral, o PDS teve que se reorganizar como partido político e nisso o senador Amaral Peixoto foi escolhido para presidir a agremiação e seu principal desafio foi conciliar os partidários de uma oposição sistemática ao governo, no caso os malufistas, e os que defendiam uma postura moderada quanto ao tema, liderados pelo Ministro das Comunicações Antônio Carlos Magalhães, todavia como ACM deixou o partido e ingressou no PFL em 6 de janeiro de 1986 os defensores da oposição férrea ao governo foram vitoriosos.
A primeira empreitada do PDS na oposição aconteceu nas eleições realizadas em 201 municípios brasileiros em 1985 e nelas o partido elegeu 22 prefeitos colhendo uma vitória em São Luís com Gardênia Gonçalves, esposa do senador João Castelo, adversário político de Sarney. Ao final daquele ano o partido contava com apenas quatro dos doze governos de estado que elegera em 1982 sendo que em 1986 elegeu o vice-governador do Piauí e levou ao Congresso apenas dois senadores e trinta e três deputados federais, números pífios se comparados aos de 1982.
Nas eleições de 1988, Maluf foi derrotado por Luiza Erundina em São Paulo, todavia o PDS conquistou 446 prefeituras,  (inclusive Rio Branco e Florianópolis) o terceiro maior número do país. Maluf foi candidato a Presidência da República em 1989 quando ficou em quinto lugar e no segundo turno, apoiou Collor, em oposição a Lula. Derrotado na disputa pelo governo paulista em 1990, Maluf teve o consolo de ver seu partido conquistar o governo do Acre, derrotando o PT e eleger dois senadores e quarenta e dois deputados federais.
A última eleição disputada pelo PDS aconteceu em 1992 quando Paulo Maluf venceu em São Paulo e Teresa Jucá em Boa Vista. Naquele ano os pedessistas mantiveram o posto de terceiro maior partido do Brasil ao elegerem 363 prefeitos. A história da agremiação teve fim em 4 de abril de 1993 quando este se fundiu ao PDC para criar o Partido Progressista Reformador (PPR), presidido pelo senador Espiridião Amin.
|                                               |  |                                               | Partido Social Liberal (PSL) 1994–2022    | Partido Social Liberal (PSL) 1994–2022          |  | União Brasil (UNIÃO) 2022–presente              | União Brasil (UNIÃO) 2022–presente  | União Brasil (UNIÃO) 2022–presente |
| Aliança Renovadora Nacional (ARENA) 1966–1979 |  | Partido da Frente Liberal (PFL) 1985–2007     | Partido da Frente Liberal (PFL) 1985–2007 | Democratas (DEM) 2007–2022                      |  | União Brasil (UNIÃO) 2022–presente              | União Brasil (UNIÃO) 2022–presente  | União Brasil (UNIÃO) 2022–presente |
| Aliança Renovadora Nacional (ARENA) 1966–1979 |  | Partido Democrático Social (PDS) 1980–1993    |                                           | Partido Progressista Reformador (PPR) 1993–1995 |  | Partido Progressista Brasileiro (PPB) 1995–2003 | Partido Progressista (PP) 2003–2017 | Progressistas (PP) 2017–presente   |
|                                               |  | Partido Democrata Cristão (PDC) 1985–1993     |                                           | Partido Progressista Reformador (PPR) 1993–1995 |  | Partido Progressista Brasileiro (PPB) 1995–2003 | Partido Progressista (PP) 2003–2017 | Progressistas (PP) 2017–presente   |
|                                               |  | Partido Social Trabalhista (PST) 1988–1993    |                                           | Partido Progressista (PP) 1993–1995             |  | Partido Progressista Brasileiro (PPB) 1995–2003 | Partido Progressista (PP) 2003–2017 | Progressistas (PP) 2017–presente   |
|                                               |  | Partido Trabalhista Renovador (PTR) 1985–1993 |                                           | Partido Progressista (PP) 1993–1995             |  | Partido Progressista Brasileiro (PPB) 1995–2003 | Partido Progressista (PP) 2003–2017 | Progressistas (PP) 2017–presente   |

## Participação e desempenho eleitoral

### Participação em eleições presidenciais
| Ano  | Imagem      | Candidato(a) a Presidente | Candidato a Vice-Presidente | Coligação     | Votos     | %      | Colocação | Ref.  |
| ---- | ----------- | ------------------------- | --------------------------- | ------------- | --------- | ------ | --------- | ----- |
| 1985 | Paulo Maluf | Paulo Maluf (PDS)         | Flávio Marcílio (PDS)       | Sem coligação | 180       | 27,27% | 2.º       | [ 7 ] |
| 1989 | Paulo Maluf | Paulo Maluf (PDS)         | Bonifácio Andrada (PDS)     | Sem coligação | 5.986.575 | 8,85%  | 5.º       | [ 8 ] |

## Participação e desempenho eleitorais

### Participação em eleições parlamentares federais
| Legislatura      | Bancada  | %    | ± |
| ---------------- | -------- | ---- | - |
| 48.ª (1987–1991) | 41 / 487 | 8,41 | 0 |
| 49.ª (1991–1995) | 42 / 503 | 8,34 | 1 |

| Legislatura      | Bancada | %     | ± |
| ---------------- | ------- | ----- | - |
| 48.ª (1987–1991) | 4 / 75  | 5,33  | 0 |
| 49.ª (1991–1995) | 12 / 81 | 14,81 | 8 |

### Presidente da República pelo PDS
- João Figueiredo (1979-1985)

### Vice-presidente da República pelo PDS
- Aureliano Chaves (1979-1985)

### Governadores pelo PDS
- Paulo Maluf (SP)
- Antônio Carlos Magalhães (BA)
- Marco Maciel (PE)
- Esperidião Amin (SC)
- José Agripino Maia (RN)
- Augusto Franco (SE)
- Djenal Queiroz (SE)
- Lavoisier Maia (RN)
- Tarcísio Buriti (PB)
- Eurico Resende (ES)
- Jorge Bornhausen (SC)
- Guilherme Palmeira (AL)
- Ney Braga (PR)
- Ary Valadão (GO)
- Pedro Pedrossian (MS)
- Hugo Napoleão (PI)
- Virgílio Távora (CE)
- Júlio Campos (MT)
- Jorge Teixeira (RO)
- José Maria Marin (SP)
- Lucídio Portela (PI)
- Edmundo Pinto (AC)
- Romildo Magalhães (AC)
- João Castelo (MA)
- Alacid Nunes (PA)
- José Lindoso (AM)
- Aníbal Barcelos (AP)
- Ottomar Pinto (RR)
- Amaral de Souza (RS)
- Francelino Pereira (MG)
- Divaldo Suruagy (AL)
- João Alves Filho (SE)
- Luís Rocha (MA)
- João Durval Carneiro (BA)
- Gonzaga Mota (CE)
- Jair Soares (RS)
- Wilson Braga (PB)
- Roberto Magalhães (PE)

### Senadores pelo PDS
- Aderbal Jurema
- Albano Franco
- Aloysio Chaves
- Amaral Furlan
- Amaral Peixoto
- Arnon de Melo
- Carlos Alberto de Sousa
- Carlos Chiarelli
- Carlos Lyra
- César Cals
- Dinarte Mariz
- Eunice Michiles
- Jarbas Passarinho
- João Calmon
- João Castelo
- João Lobo
- Jorge Kalume
- José Sarney
- Jutahy Magalhães
- Lomanto Júnior
- Luís Viana Filho
- Luís Cavalcanti
- Marcondes Gadelha
- Milton Cabral
- Moacir Dalla
- Murilo Badaró
- Otávio Cardoso
- Odacir Soares
- Roberto Campos
- Tarso Dutra

### Deputados Federais pelo PDS
- Ademar de Barros Filho
- Aécio Cunha
- Aécio de Borba
- Agnaldo Timóteo
- Alberto Hoffmann
- Alceni Guerra
- Alcides Franciscato
- Álvaro Valle
- Amaral Netto
- Antônio Carlos Konder Reis
- Antônio Salim Curiati
- Augusto Trein
- Bonifácio José Tamm de Andrada
- Delfim Netto
- Edison Lobão
- Ernâni Sátiro
- Fernando Collor de Mello
- Flávio Marcílio
- Francisco Rollemberg
- Gerardo Renault
- Herbert Levy
- Ibrahim Abi-Ackel
- Inocêncio de Oliveira
- João Alberto de Souza
- João Alves
- José Jorge
- José Reinaldo Tavares
- Jutahy Magalhães Júnior
- Lúcio Alcântara
- Magalhães Pinto
- Maluly Netto
- Manoel Cavalcanti Novaes
- Nelson Marchezan
- Pauderney Avelino
- Paulo Bauer
- Pratini de Moraes
- Prisco Viana
- Reinhold Stephanes
- Rubem Medina
- Ruberval Pilotto
- Sarney Filho
- Simão Sessim
- Siqueira Campos
- Teresa Jucá
- Thales Ramalho
- Vasco Furlan
- Virgílio Galassi

### Outros
- Eliseu Resende
- Célio Borja
- Arolde de Oliveira
- Júlio Redecker
- Celso Bernardi
- Felismina Campelo Macambira
- Mão Santa
- Severino Cavalcanti
- Joaquim Francisco
- Ciro Gomes
- Benedito de Lira
- Ricardo Izar
- Pedro Pereira
- Guilherme Socias Villela
- Augusto Nardes
- Erasmo Dias
- Afanásio Jazadji
- Hélio Ansaldo
- Estevam Galvão
- Moreira Franco
- Reynaldo de Barros
- Érico Ribeiro
- Junji Abe
- Conte Lopes
- Mário Andreazza
- Gardênia Gonçalves
- Oscar Westendorff
- Nabi Abi Chedid
- Wadih Helu
- Francisco Rossi
- Guilherme Afif Domingos
- Biro Biro
- Éder Jofre
- Walter Abrahão
- Gustavo Krause
- Wilma de Faria